# Psammotopa chappuisi
Psammotopa chappuisi is een eenoogkreeftjessoort uit de familie van de Miraciidae. De wetenschappelijke naam van de soort is voor het eerst geldig gepubliceerd in 1955 door Noodt.